# 一本漫畫闖天涯II妙想天開
《一本漫畫闖天涯II妙想天开》是1993年上映的一部香港電影，由朱繼生執導，张卫健、吴孟达及黎瑞恩等主演。